# Groot Harmonieorkest van de Belgische Gidsen
De Koninklijke Muziekkapel van de Gidsen is een Belgisch orkest opgericht in 1832.

## Geschiedenis
Haar oorsprong dateert in feite sinds 16 augustus 1832, nadat te Compiègne het huwelijk werd besloten tussen Koning Leopold I van België en Prinses Louise-Marie van Orléans en de Koning enkele dagen later zijn intrede in België deed, vergezeld van de nieuwe koningin. Tijdens een lunch, aangeboden te Edingen door de Hertog van Arenberg, brachten verscheidene muziekkorpsen een aubade onder andere ook het korps van het 1e Linie-regiment. Teruggekeerd in Brussel besloot Koning Leopold I van België een orkest op te richten dat verbonden zou worden aan de koninklijke wacht. Zijn keuze viel op het orkest van het 1e Linieregiment onder leiding van Jean-Valentin Bender dat hij op 16 augustus te Compiègne bewonderd had. De muziekkapel van de Gidsen, zoals wij die vandaag kennen en die in het begin slechts over trompetten beschikte, was geboren. Bender neemt de Kapel in handen en voert het aantal uitvoerenden op tot achtentwintig. De formatie vergezelt het koninklijke paar tijdens al zijn verplaatsingen. Vandaar ook de naam: "Partikuliere Muziekkapel van de Koning". 
Het succes laat niet op zich wachten en de Muziekkapel der Gidsen staat zeer hoog aangeschreven en genoot spoedig aanzien als een van de beste muziekformaties van Europa. 's Zondags geeft de Kapel concerten te Brussel  onder de auspiciën van Brussel-Attrakties, in het Beursgebouw, het Zuidpaleis en later in de Madeleinezaal. Tijdens een wedstrijd, gehouden te Gent in 1837 waaraan een groot aantal muziekformaties deelnam werd aan de Muziekkapel der Gidsen eenstemmig de eerste prijs verleend, ten gevolge waarvan de muzikanten van de andere orkesten, ontmoedigd beweerden de perfectie van de Muziekkapel der Gidsen nooit te kunnen bereiken. De koning, hiervan op de hoogte gesteld, zou zijn "Particuliere Muziekkapel" derhalve verbieden voortaan nog aan een wedstrijd deel te nemen.
Dit besluit schaadde de reeds goed gevestigde faam van de Muziekkapel der Gidsen geenszins. De Kapel treedt ook herhaaldelijk op te Londen, Glasgow, Liverpool, Edinburgh, Parijs, Rotterdam enz. Op het repertorium staan werken van Georges Bizet, Charles Gounod, Johannes Brahms, Richard Wagner, Wolfgang Amadeus Mozart, Ludwig van Beethoven, Carl Maria von Weber en ook de Belgische componisten worden niet vergeten. Het succes van de Kapel gaat voortaan in stijgende lijn. 
Onder de leiding van Arthur Prévost wordt in 1929 de triomfantelijke rondreis gemaakt in de Verenigde Staten, de Belgische muziekformatie werd door de president Herbert Hoover in het "Witte Huis" ontvangen. Arthur Prévost legt er zich op toe om een repertorium samen te stellen, dat enig is in zijn soort. Dankzij hem heeft de Muziekkapel van de Gidsen haar huidig peil bereikt.
De jaren gaan voorbij. Gedurende de Tweede Wereldoorlog zijn de musici overal verspreid. Op 4 september 1944 valt aan de Gidsenformatie de eer te beurt om de muzikale uitzendingen over de Belgische zenders te hervatten op de tonen van het Vaderlandslied.
De muziek klinkt weer mooi. Arthur Prévost, die in 1945 de leeftijdsgrens bereikte, werd opgevolgd door René De Ceuninck en van 1946 tot 1948 door Franz Wangermée. Ondanks hun korte carrière bij de Gidsen, hebben beide dirigenten het hunne bijgedragen om het repertorium te verruimen en de artistieke standing te vrijwaren. In 1948 werd Simon Poulain, kapelmeester van de 4e Brigade, aangeduid om de leiding van de Gidsen over te nemen. Gedurende de negen jaar van zijn functie wist hij talrijke successen in binnen- en buitenland in de wacht te slepen. Van zijn hand zijn er verschillende transcripties en bewerkingen van Belgische en buitenlandse toondichters: Sylvain Dupuis, Godfried Devreese, Toussaint de Sutter, Jean Absil, Gaston Brenta, Raymond Moulaert, Marcel Poot, Camille Schmit, Maurice Ravel, Domenico Cimarosa, Sergej Prokofjev, René Bernier en Eugène Bozza.
Begin 1957 ging Commandant Poulain op rust en op 11 februari 1957 benoemde de Minister van Landsverdediging luitenant Karel Torfs om hem op te volgen, die op zijn beurt actief medewerkte om het repertorium te verrijken. Vanaf 1 januari 1962 werd Majoor Yvon Ducène dirigent van het Groot harmonieorkest van de Belgische Gidsen. Onder zijn bekwame leiding werden tot 1985 meer dan 1000 concerten gegeven in België en het wordt succesvol deelgenomen aan grote binnen- en buitenlandse festivals. Het streven van Ducène , werken van eigentijdse Belgische componisten zowel in binnen- als buitenland een grotere bekendheid te doen geven, zag hij in 1974 bekroond; hem werd in dat jaar door de Unie van Belgische Componisten de Fugatrofee toegekend. Diverse langspeelplaten met de mooiste militaire marsen uit het repertoire werden er toen in de handel gebracht. Zelfs de eerste plaat met klassieke muziek van het Groot Harmonieorkest van de Belgische Gidsen werd uitgebracht door de bekende Deutsche Grammophon. Tijdens de periode van Ducène heeft dit orkest meer dan 100 composities van Belgische en buitenlandse meesters gecreëerd.
Op 1 februari 1985 wordt de leiding overgebracht aan Norbert Nozy. Hem komt de verdienste toe, dat vele authentieke werken en symfonische muziek op cd's werd opgenomen. Verder was hij met het Groot Harmonieorkest van de Belgische Gidsen een veelgevraagde gast op festivals in heel Europa. Nozy was tot 2003 hoofd van dit orkest en werd opgevolgd door François De Ridder, die op 16 juni 2007 tijdens een opdracht als vrijwillig brandweerman om het leven kwam. Tot einde juni 2007 stond de muziekkapel onder leiding van adjudant-majoor Dirk Acquet.  De huidige dirigent is commandant (vroeger kapitein) Yves Segers.  Hij wordt in zijn taak bijgestaan door adjudant-majoor onderkapelmeester Hans Demeurisse en trompet-majoor Olivier Brichau.
Het Groot Harmonieorkest van de Belgische Gidsen bestaat uit 84 musici. Alle muzikanten hebben eerste prijzen van Koninklijke Conservatoria, sommigen zijn er zelfs leraar; een revolutionair repertorium gaande van de geniale werken van Johann Sebastian Bach en de wetenschappelijke stukken van Igor Stravinski over de ganse ladder van de klassieke en moderne meesters van de verschillende scholen, zonder de mooie bladzijden te vergeten van de Belgische componisten, die de Gidsen zowel in eigen land als in het buitenland doen kennen. Verder een sterk gevestigde faam sedert meer dan honderdzeventig jaar. Het orkest speelde een grote rol in het Belgische muziekleven en is mede verantwoordelijk voor de bloei die de blaasmuziek kende in België.

## Dirigenten
- 1832-1873 Jean-Valentin Bender
- 1873-1892 Jean-Frédéric Staps
- 1892-1901 Jean-Julien Simar
- 1901-1918 Léon Walpot
- 1918-1945 Arthur Prévost
- 1945-1946 René De Ceuninck
- 1946-1948 Franz Wangermée
- 1948-1957 Simon Poulain
- 1957-1961 Karel Torfs
- 1962-1985 Yvon Ducène
- 1985-2003 Norbert Nozy
- 2003-2007 François De Ridder
- 2007-2008 Dirk Acquet
- 2008-heden Yves Segers

## Publicaties
- Francis Pieters: De koninklijke Muziekkapel van de Gidsen; Een eeuw geluidsdragers. De Vrienden van de Koninklijke Muziekkapel van de Gidsen, Kortrijk. 2003. ISBN 9090172688
- Francis Pieters: Van trompetsignaal tot muziekkapel; Anderhalve eeuw militaire muziek in België. Muziekcentrum, Kortrijk. 1981.
- Victor Legley: Van Koninklijke Particuliere Muziekkapel tot Groot Harmonie Orkest van de Gidsen 1832-1982. Victor Legley.